# Горожанівка
Горожа́нівка —  село в Україні, у Шевченківській селищній громаді Куп’янського району Харківської області. Населення становить 83 осіб. До 2020 орган місцевого самоврядування — Петрівська сільська рада.

## Географія
Село Горожанівка знаходиться на правому березі річки Великий Бурлук, вище за течією на відстані 2,5 км розташоване село Аркадівка, нижче за течією на відстані 4 км розташоване село Одрадне, на протилежному березі - село Петрівка. Річка в цьому місці звивиста, утворює стариці, лимани і заболочені озера.

## Історія
1820 — дата заснування.
7 (20) листопада 1917 року, відповідно до.Третього Універсалу Української Центральної Ради, увійшло до складу Української Народної Республіки.
12 червня 2020 року, відповідно до Розпорядження Кабінету Міністрів України № 725-р «Про визначення адміністративних центрів та затвердження територій територіальних громад Харківської області», увійшло до складу Шевченківської селищної територіальної громади.
19 липня 2020 року, в результаті адміністративно-територіальної реформи та ліквідації Шевченківського району, село увійшло до складу новоутвореного Куп'янського району Харківської області.